# Nationalpark Åsnen
Der Nationalpark Åsnen (schwedisch Åsnens nationalpark) wurde als 30. schwedischer Nationalpark am 25. Mai 2018 gebildet. Er liegt in den Gemeinden Alvesta und Tingsryd in Kronobergs län und damit in der historischen schwedischen Provinz Småland. Im Nordosten grenzt er an die Gemeinde Växjö. Er umfasst Teile der Naturschutzgebiete Bjurkärr, Toftåsa myr und Västra Åsnens övärld am bzw. im See Åsnen sowie das Biotop-Schutzgebiet Trollberget mit umliegenden Gewässern, Inseln und Wäldern. Damit gehört nur ein kleiner Teil des Åsnen und seiner Umgebung zum Nationalpark.
Der Nationalpark Åsnen soll eine repräsentative, abwechslungsreiche und biologisch wertvolle südschwedische Wald- und Seenlandschaft mit weitgehend unberührter Tier- und Pflanzenwelt erhalten. 75 % des Nationalparks bestehen aus Wasserfläche. Der urwaldartige Wald auf der Halbinsel Bjurkärr ist bekannt für seinen Artenreichtum.
Markante Bäume auf Bjurkärr sind ungefähr 100 sogenannte Karolinereichen. Diese sehr gerade gewachsenen Eichen sollen aus Eicheln stammen, die im 18. Jahrhundert von den Soldaten des schwedischen Königs Karl XII. aus Polen mitgebracht wurden.

## Galerie

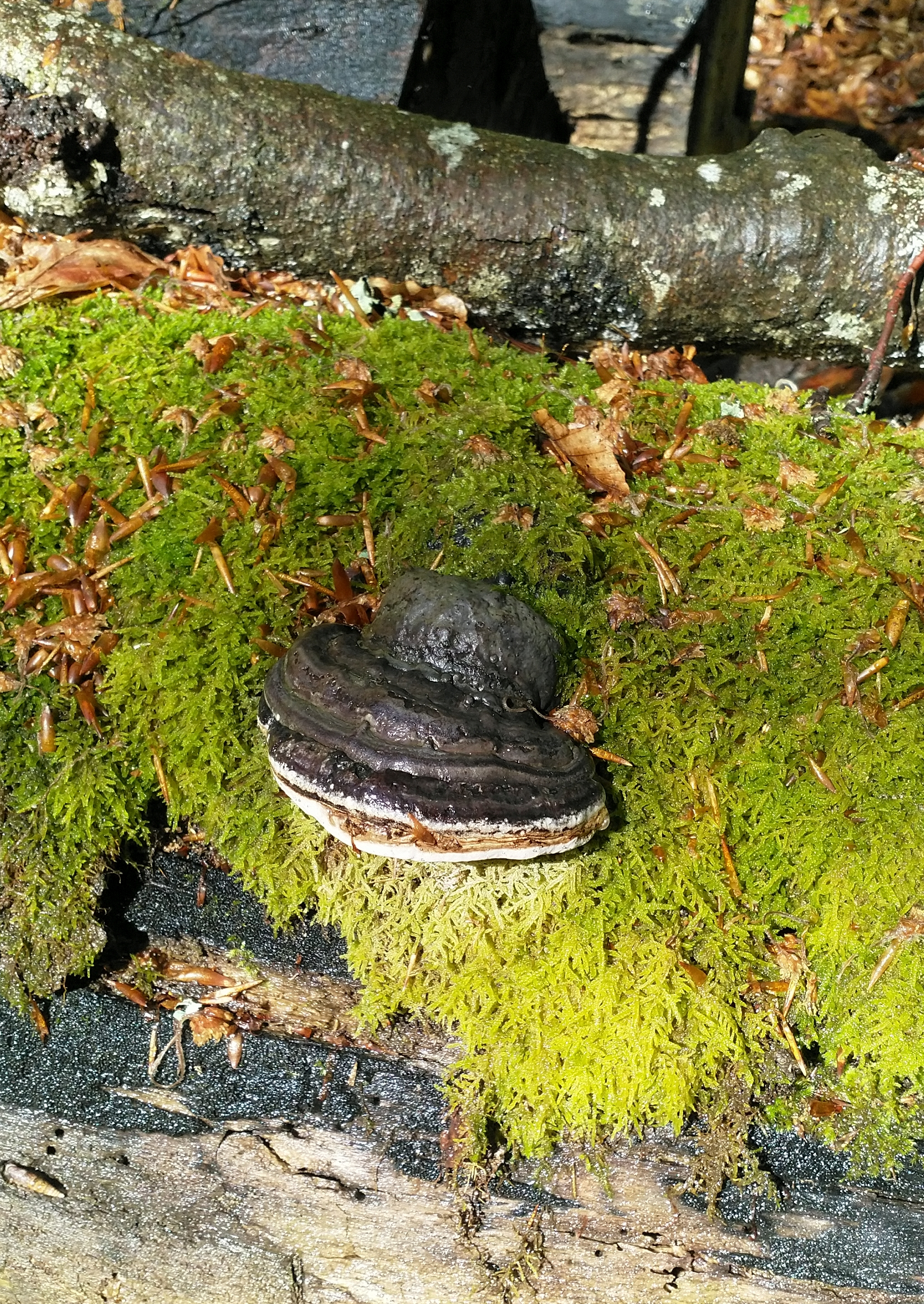
Zunderschwamm auf Totholz auf der Halbinsel Bjurkärr
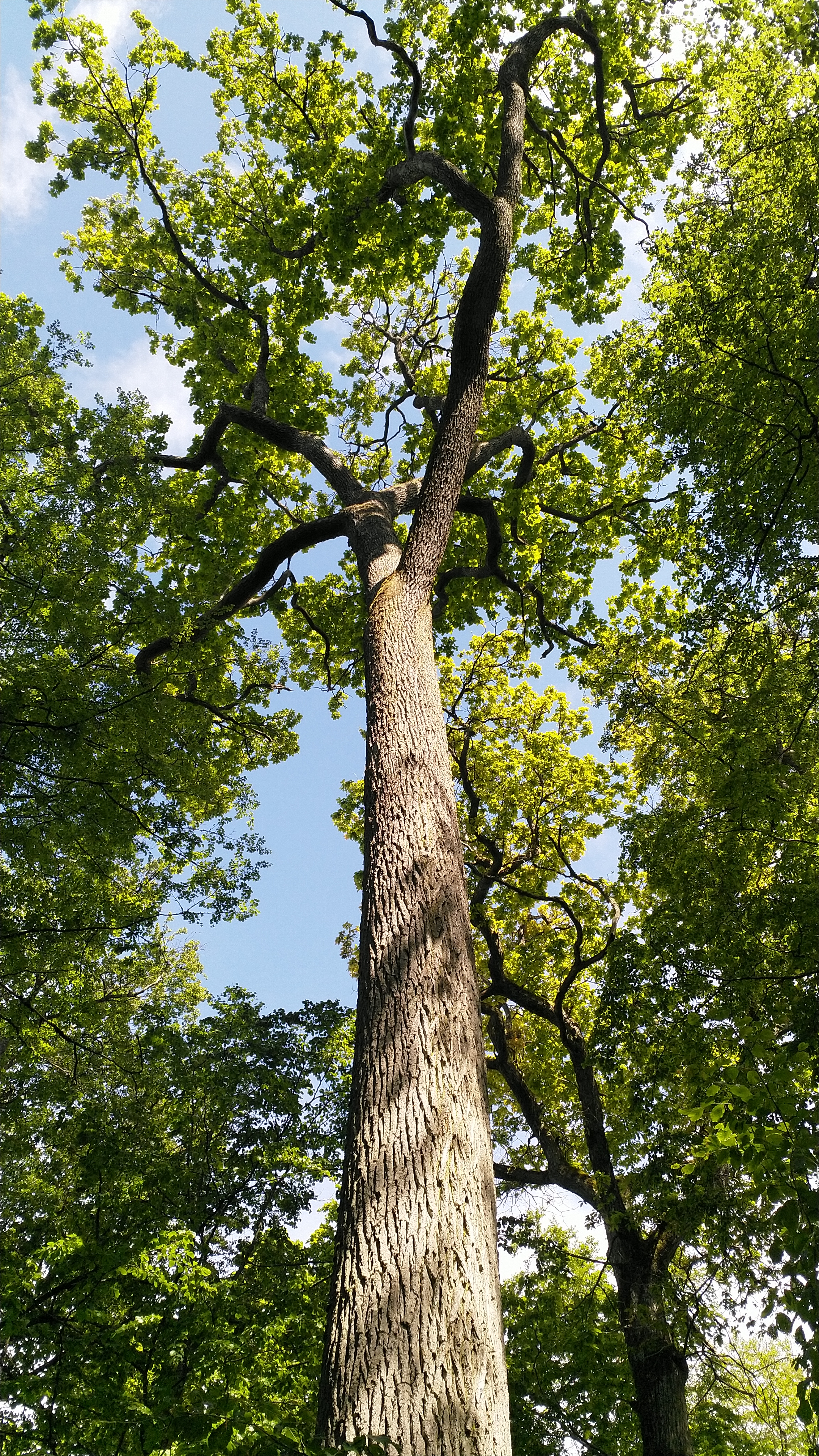
Wahrscheinlich um 1720 gepflanzte Eiche
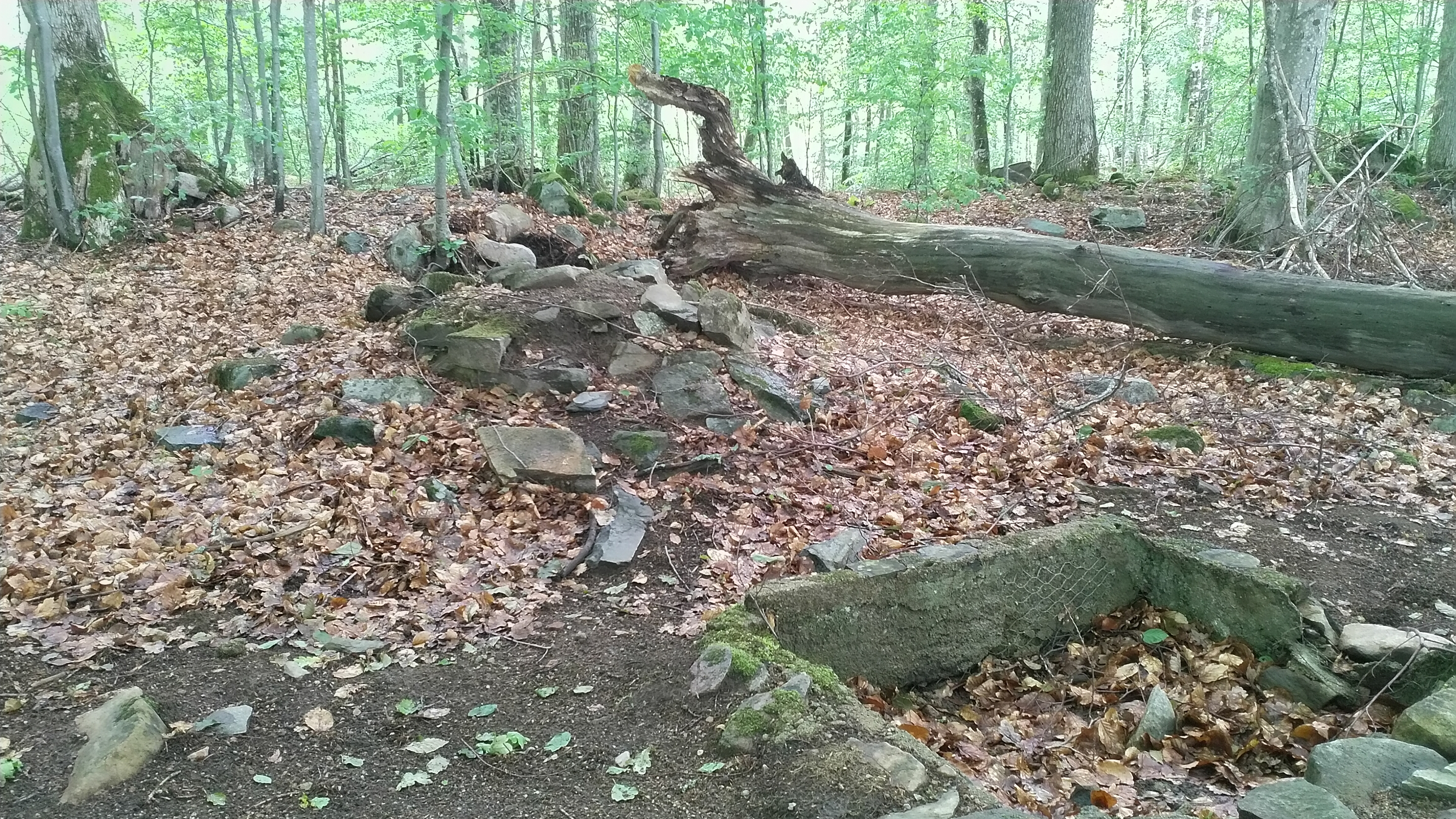
Ruinen einer Jagdhütte